# Santa Rosa de Sucumbíos
Santa Rosa de Sucumbíos ist eine Ortschaft und eine Parroquia rural im Kanton Cascales der ecuadorianischen Provinz Sucumbíos. Die Parroquia besitzt eine Fläche von 54,27 km² groß. Auf dem Gebiet lebten beim Zensus 2010 781 Menschen.

## Lage
Die Parroquia Santa Rosa de Sucumbíos liegt im Amazonastiefland im Norden von Ecuador nahe der kolumbianischen Grenze. Das Gebiet wird über mehrere Flüsse nach Osten und Nordosten zum Río San Miguel entwässert. Entlang der südlichen Verwaltungsgrenze fließt der Río Aguas Blancas Grande nach Osten. Der etwa 370 m hoch gelegene Hauptort befindet sich 15 km nordöstlich vom Kantonshauptort El Dorado de Cascales. Eine 10 km lange Nebenstraße verbindet Santa Rosa de Sucumbíos mit der weiter südlich gelegenen Ortschaft Sevilla, die an der Fernstraße E10 (El Dorado de Cascales–Nueva Loja) liegt.
Die Parroquia Santa Rosa de Sucumbíos grenzt im Norden und im Osten an die Parroquia Jambelí (Kanton Lago Agrio), im Süden und im Südwesten an die Parroquia Sevilla sowie im Westen an die Parroquia El Dorado de Cascales.

## Orte und Siedlungen
In der Parroquia gibt es neben dem Hauptort folgende Comunidades:
- Recinto Diamante
- Pre-Cooperativa San Rafael
- Recinto Malvinas 2
- Recinto Primero de Octubre (von Kichwa bewohnt)
- Pre-Cooperativa Ecuador Amazonas
- Pre-Cooperativa Los Cedros

## Geschichte
Die Parroquia Santa Rosa de Sucumbíos wurde am 30. August 1990 gegründet. Am 1. März 2008 wurde Raúl Reyes, ein Sprecher der FARC, in Santa Rosa de Sucumbíos von kolumbianischen Truppen getötet.